# 鹿児島県道306号戸崎湯之元停車場線
鹿児島県道306号戸崎湯之元停車場線（かごしまけんどう306ごう とさきゆのもとていしゃじょうせん）は、鹿児島県いちき串木野市から日置市に至る一般県道である。

## 概要
いちき串木野市大里字戸崎から同県日置市東市来町湯田を結ぶ。

### 路線データ
- 起点：鹿児島県いちき串木野市大里
- 終点：鹿児島県日置市東市来町湯田（湯田小入口交差点、国道3号交点）
- 距離：6 km

## 路線状況

### 重複区間
- 国道270号（いちき串木野市大里 - 日置市東市来町湯田）

## 地理

### 通過する自治体
- いちき串木野市
- 日置市

### 交差する道路
| 交差する道路           | 市町村名       | 交差する場所 | 交差する場所            |
| ---------------------- | -------------- | ------------ | ----------------------- |
| 国道270号 重複区間起点 | いちき串木野市 | 大里         |                         |
| 国道270号 重複区間終点 | 日置市         | 東市来町湯田 |                         |
| 国道3号                | 日置市         | 東市来町湯田 | 湯田小入口交差点 / 終点 |

### 沿線
- 赤崎自然公園